# اقتحام الملعب

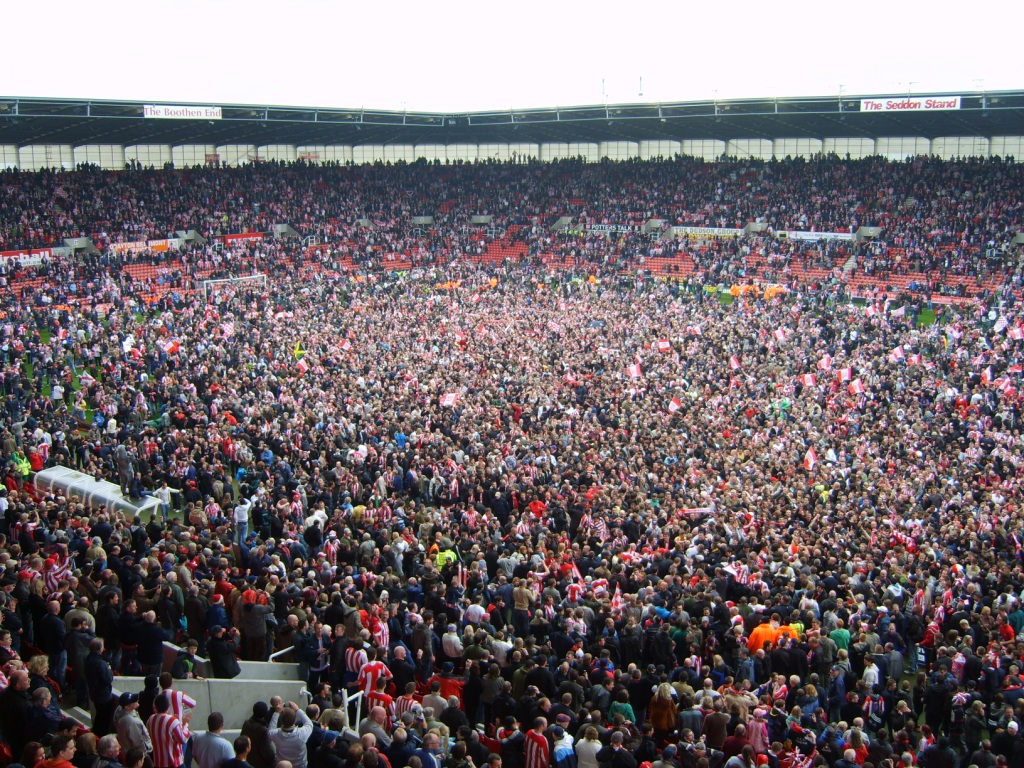
قام مشجعو ستوك سيتي باقتحام الملعب في استاد بريتانيا للاحتفال بالصعود إلى الدوري الإنجليزي الممتاز في عام 2008.

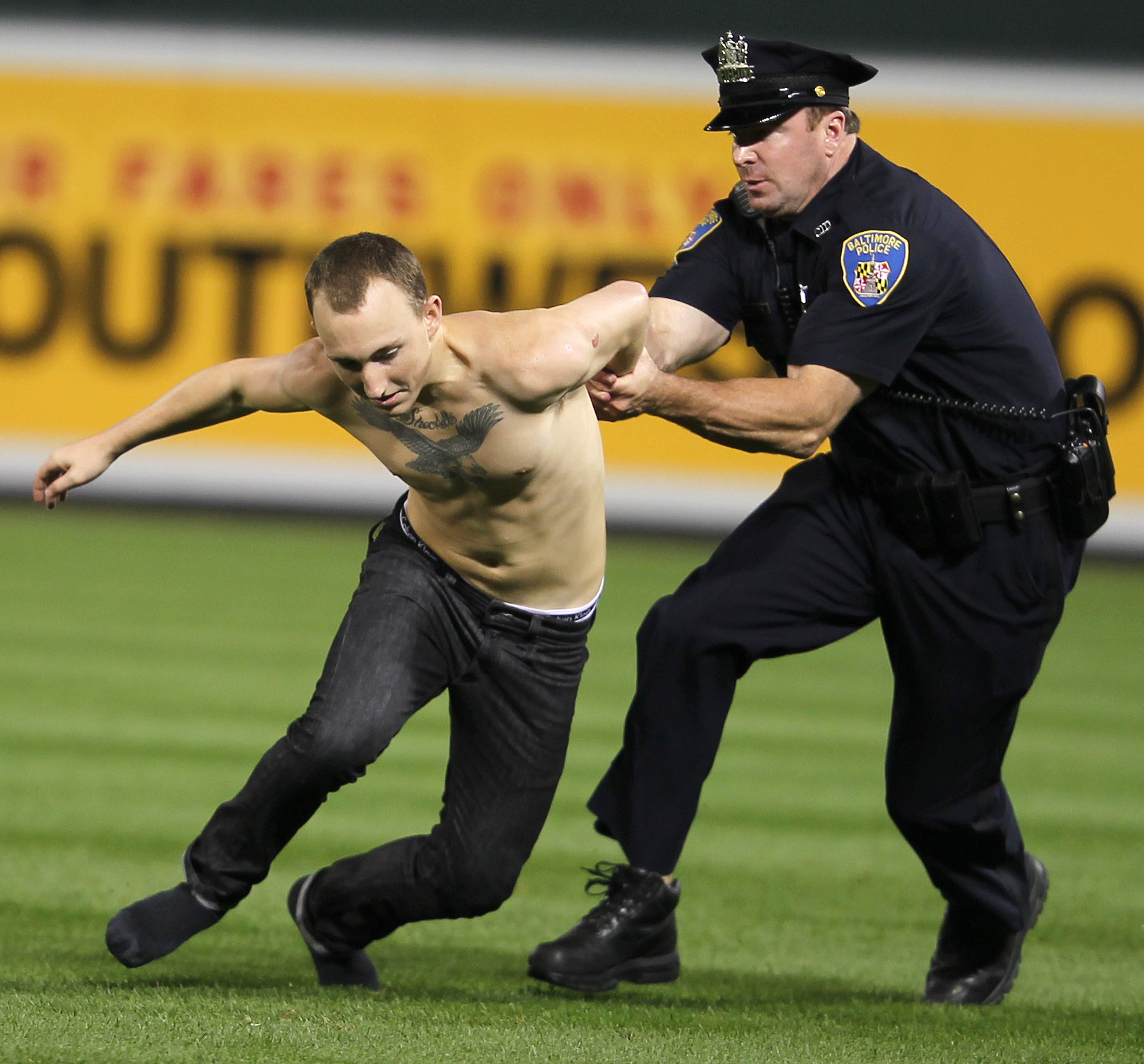
ضابط شرطة يقبض على مقتحم للملاعب في لدى بالتيمور أوريولز لكرة القاعدة في 2011.

يحدث اقتحام الملعب عندما يركض فرد أو حشد من الناس الذين يشاهدون حدثًا رياضيًا إلى منطقة اللعب للاحتفال أو الاحتجاج على حادثة. يمكن أن تؤدي عمليات اقتحام الملاعب إلى توجيه اتهامات، مما قد يؤدي إلى فرض غرامات أو عقوبة السجن، وفرض عقوبات على الأندية المعنية، لا سيما إذا تسببت الإجراءات في تعطيل اللعب. وتحدث عملية اقتحام الملاعب في كثير من الرياضات وأكثر ما تكون شائعة في كرة القدم وكرة القاعدة وكرة القدم الأمريكية.